# (36960) 2000 SV279
2000 SV279 (asteroide 36960) é um asteroide da cintura principal. Possui uma excentricidade de 0.09757340 e uma inclinação de 15.57361º.
Este asteroide foi descoberto no dia 25 de setembro de 2000 por LINEAR em Socorro.